# Anelaphus giesberti
Anelaphus giesberti là một loài bọ cánh cứng trong họ Cerambycidae.